# Bombardamento di Dresda
Il bombardamento di Dresda fu un bombardamento aereo attuato da Regno Unito e Stati Uniti sull'omonima città della Germania tra il 13 e il 15 febbraio 1945, durante la seconda guerra mondiale.

## Storia

### La pianificazione

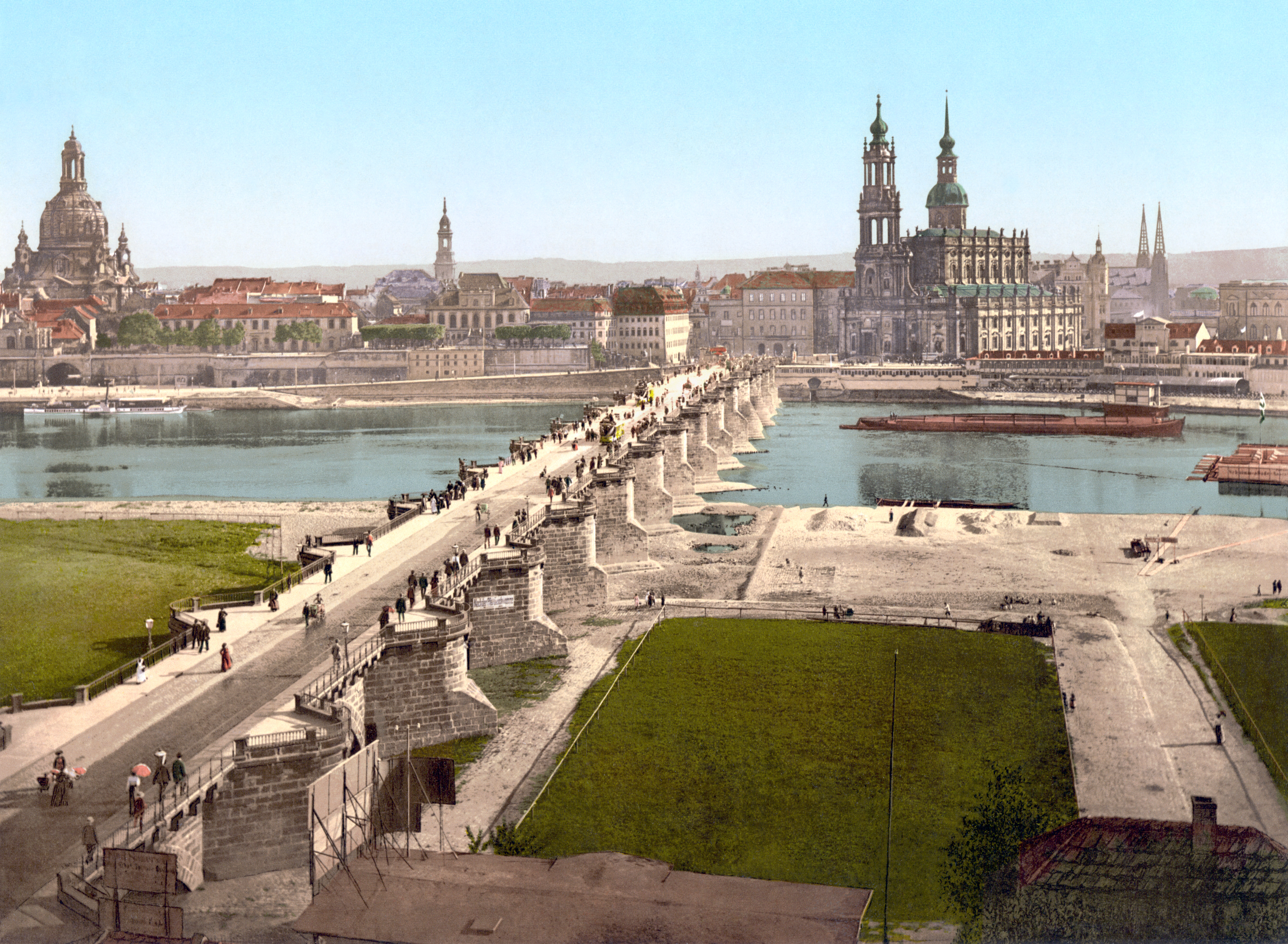
La Altstadt (città vecchia) di Dresda nel tardo Ottocento.

Fino all'autunno del 1944 la zona di Dresda era rimasta al di fuori del raggio di azione dei bombardieri degli Alleati, ma con l'avvicinamento del fronte la situazione cambiò. All'inizio del 1945 la leadership politico-militare alleata iniziò a porsi il problema di come sostenere l'impegno bellico sovietico in Europa con lo strumento del bombardamento strategico. Recuperando in parte piani precedenti del 1944, noti come Operation Thunderclap, furono pianificati i bombardamenti di Berlino e di molte altre città dell'est della Germania, coordinati con l'avanzata russa.
L'obiettivo dichiarato era quello di causare confusione ed evacuazioni di massa dall'est, ostacolando quindi l'avanzata delle truppe da ovest; si prevedeva infatti che i nazisti avrebbero spostato verso il Fronte Orientale 42 divisioni (mezzo milione di uomini) entro il mese di marzo. Quest'uso del bombardamento strategico era simile a quello adottato da Dwight Eisenhower prima dello sbarco in Normandia. Sebbene le priorità per i bombardieri restassero la distruzione di raffinerie, fabbriche di jet e cantieri di costruzione dei sottomarini, Arthur Harris, capo del comando dei bombardieri della RAF, ricevette l'ordine di attaccare Berlino, Dresda, Lipsia e Chemnitz appena possibile. Anche Winston Churchill fece pressioni affinché ci si sbrigasse.
Alla Conferenza di Jalta del 4 febbraio sia Berlino che Dresda erano sulla lista degli obiettivi, e dopo la conferenza entrambe furono bombardate. La decisione fu rafforzata dall'esplicita richiesta sovietica di attacchi aerei sulle linee di comunicazione. I documenti della RAF dimostrano che l'intenzione era quella di «distruggere le comunicazioni» e intralciare l'evacuazione, non di uccidere gli evacuati, ma - naturalmente e prevedibilmente - le cose andarono storte. Lungo le linee ferroviarie che attraversavano Dresda passavano ogni giorno rinforzi, munizioni e materiali diretti all'ormai vicino fronte orientale.

### I bombardamenti
Dopo un susseguirsi di direttive che indicavano con sempre maggior chiarezza che l’obiettivo da colpire era la popolazione civile, il 14 febbraio 1942, con la cosiddetta Casablanca Directive, il Ministero dell'aria britannico ordinò al Bomber Command del maresciallo dell'aria Arthur Harris di: «concentrare gli attacchi sul morale della popolazione civile nemica, soprattutto dei lavoratori dell’industria».
L'attacco fu condotto congiuntamente dalla Royal Air Force britannica e dalla United States Army Air Forces ed avvenne fra il 13 e il 15 febbraio 1945. Il 13 febbraio 1945 più di 800 aerei inglesi volarono su Dresda, scaricando circa 1 500 tonnellate di bombe esplosive e 1 200 tonnellate di bombe incendiarie. Il giorno dopo la città fu attaccata dai B-17 americani che in quattro raid la colpirono con altre 1 250 tonnellate di bombe. Nella mattinata del 15 febbraio ci fu l'ultima incursione di 200 bombardieri statunitensi sulla città ancora in fiamme. I bombardieri alleati rasero al suolo una gran parte del centro storico di Dresda con un bombardamento a tappeto, causando una strage di civili, con obiettivi militari solo indiretti.

### Il gemellaggio con Coventry
Nel 1956 Dresda stabilì un gemellaggio con Coventry, una delle città del Regno Unito maggiormente devastate dai bombardamenti tedeschi. La stessa regina Elisabetta II di Inghilterra, durante una visita in Germania nel 2004, patrocinò un concerto a Berlino per finanziare l'opera di ricostruzione a Dresda.

### La ricostruzione

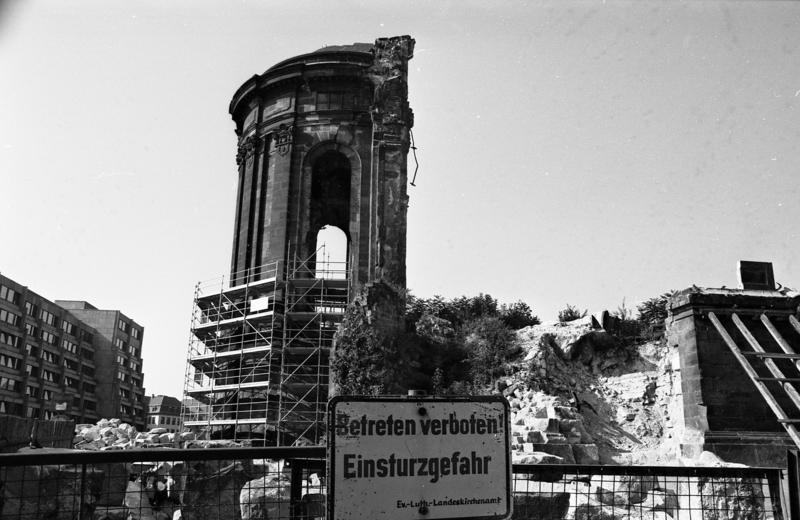
Le rovine della Frauenkirche nel 1991

Dopo la guerra, e ancora di più dopo la riunificazione della Germania, molti sforzi sono stati fatti per ricostruire Dresda com'era prima del bombardamento. Nonostante la volontà di ricostruzione, buona parte del centro storico di Dresda è stato irrimediabilmente perduto e gli ampi spazi dovuti alle demolizioni postbelliche sono stati riempiti da anonimi edifici nuovi.
Alcuni importanti monumenti, anche grazie al reperimento di documentazioni d'archivio fotografiche, sono stati ricostruiti "com'erano e dov'erano", ma il processo di ricostruzione è stato parziale e lento. La ricostruzione della Frauenkirche fu decisa solo dopo l'unificazione tedesca; la nota chiesa barocca è stata quindi riconsacrata solo il 30 ottobre 2005, oltre sessanta anni dopo la sua distruzione.

## Gli attacchi

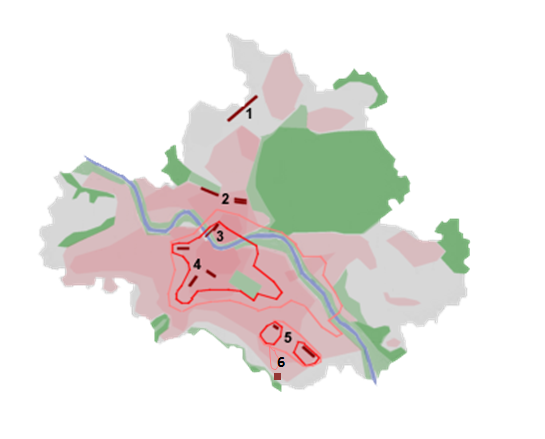
Obiettivi strategici del bombardamento.
1. Aviosuperficie di Klotzsche (oggi aeroporto di Dresda);
2. Alberstadt (complesso di caserme e presidi);
3. Stazione di Dresden-Neustadt e Marienbrücke;
4. Stazione di Friedrichsstadt, la città vecchia di Bahnbetriebswerk Altstadt e la Stazione Centrale;
5. Area industriale di Reick e Niedersedlitz;
6. Caserme di Nickern.

La ferrovia nei pressi del centro di Dresda era già stata bombardata due volte dagli americani prima della notte del 13 febbraio 1945 (il 7 ottobre 1944, con 70 tonnellate di bombe, e il 16 gennaio 1945, con 279 tonnellate di bombe esplosive e 41 tonnellate di bombe incendiarie).
Secondo i piani, il 13 febbraio sarebbe dovuto esserci un attacco congiunto di USAAF (di giorno) e RAF (di notte) ma a causa del maltempo diurno, il raid britannico fu il primo. 796 Avro Lancaster e 9 De Havilland Mosquito raggiunsero la città in due ondate, colpendo Dresda durante la notte con 1 478 tonnellate di bombe esplosive e 1 182 tonnellate di bombe incendiarie.
Il giorno successivo la città fu attaccata dai B-17 americani, che in quattro raid la colpirono con 1 250 tonnellate di bombe, esplosive e incendiarie.
Il bombardamento notturno della RAF creò una "tempesta di fuoco", con temperature che raggiunsero i 1500 °C. Lo spostamento di aria calda verso l'alto e il conseguente movimento di aria fredda a livello del suolo, crearono un fortissimo vento che spingeva le persone dentro le fiamme, fenomeno già osservato in altri bombardamenti (per esempio quello ad Amburgo del 1943) e talvolta indicato col nome di tempesta di fuoco. Col passare delle ore, il vento caldo sempre più forte e l'altissima temperatura non permisero più alcuno spostamento: l'aria calda degli incendi dei vecchi quartieri attirava aria fredda dalla periferia, provocando una potentissima corrente d'aria che a tre ore dal bombardamento si trasformò in un ciclone. L'equipaggio di un bombardiere statunitense, tornato nelle ore successive, vide arrivare a 8 000 metri di quota travi di legno e ogni tipo di materiale, sollevato da una forte corrente ascensionale.
Il fenomeno delle tempeste di fuoco si ripropose numerose volte nella seconda guerra mondiale. Dopo i primi tentativi tedeschi (falliti) sulla Gran Bretagna, si verificarono tempeste di fuoco su molte grandi città tedesche (la più devastante fu quella di Amburgo nel 1943), sovietiche (in particolar modo Stalingrado e numerose piccole città industriali degli Urali), e giapponesi, come Tokyo (che subì il numero più elevato di vittime in una sola incursione, forse il doppio rispetto a Dresda).
Per ottenere una tempesta di fuoco occorrevano quattro condizioni:
1) strade strette e edifici molto ravvicinati (Berlino e Londra non erano adatte, malgrado i numerosi tentativi);

2) case realizzate con materiali incendiabili come legno (molto diffuso in Russia e Germania) o carta (Giappone meridionale);
 
3) Un'elevata concentrazione di bombe incendiarie mescolate a bombe esplosive e mine aeree; le bombe esplosive avrebbero aperto nelle case brecce in cui si sarebbe infilata l'aria surriscaldata dalle bombe incendiarie, ma se queste non fossero state concentrate su un'area ristretta, si sarebbero spente;
 
4) condizioni climatiche adatte.
Per poter innescare una tempesta di fuoco, inoltre, bisognava che le squadre antincendio fossero insufficienti o assenti, e per questa ragione la Luftwaffe sviluppò la tecnica della doppia ondata (presto copiata da USAAF e RAF): un attacco civetta costringeva i vigili del fuoco a uscire dai rifugi ed essere sorpresi ed eliminati nel secondo passaggio.
La città fu nuovamente bombardata dalla USAAF il 2 marzo con altre 1 000 tonnellate di bombe esplosive e incendiarie, e il 17 aprile, con 1 554 tonnellate di bombe esplosive e 164 di bombe incendiarie.
Forse per errore, numerosi bombardieri americani colpirono un'altra città, situata a poco più di un centinaio di chilometri verso sud, Praga.

## Le conseguenze sulla città

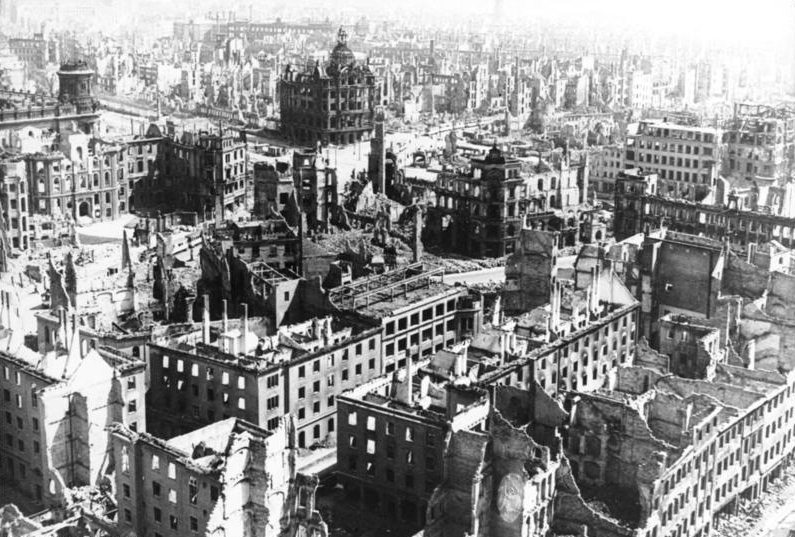
Le rovine dopo il bombardamento

Furono distrutte 24 866 case del centro su un totale di 28 410. Un'area di 15 chilometri quadrati fu rasa al suolo (includeva 14 000 case, 72 scuole, 22 ospedali, 19 chiese, 5 teatri, 50 edifici bancari e assicurativi, 31 magazzini, 31 alberghi, 62 edifici amministrativi, industrie, e altre costruzioni, tra cui il comando principale della Wehrmacht). Dei 222 000 appartamenti della città, 75 000 furono completamente distrutti, 11 000 gravemente danneggiati, 7 000 danneggiati, 81 000 leggermente danneggiati. All'epoca, la città era grande circa 300 chilometri quadrati. 199 fabbriche furono danneggiate in modo più o meno grave; 41 di esse erano classificate dalle autorità locali come importanti per la produzione militare. Numerosi stabilimenti della Zeiss-Ikon furono distrutti al 100%.
Paradossalmente, la ferrovia riprese a funzionare dopo pochi giorni, con una connessione lenta su un unico binario, attraverso un ponte solo parzialmente danneggiato.
L'esatto numero totale di vittime è impossibile da definire: la popolazione di Dresda nel 1939 contava circa 642 000 abitanti ma alcune fonti hanno affermato che i rifugiati fossero fino a 200 000. La commissione di storici incaricata dalla città di Dresda di studiare il bombardamento, invece, ha concluso che « [...] a Dresda non potevano essere arrivati profughi a decine o persino a centinaia di migliaia».
Secondo alcuni storici, una valutazione verosimile sarebbe fra 25 000 e 35 000 morti, un bilancio non troppo diverso da quello relativo ad altri bombardamenti alleati su città tedesche.
Sui registri ufficiali tedeschi risultano 21 271 sepolture di resti umani ritrovati. Da tale elenco sono quindi esclusi eventuali corpi completamente distrutti dalla tempesta di fuoco. La commissione di storici incaricata dalla città di Dresda di riesaminare, per l'anniversario del 2005, la questione del numero di vittime, escluse con test scientifici che « [...] un gran numero di persone - alcune migliaia o decine di migliaia...» potessero essere scomparse senza lasciare traccia. È comunque indicativo che si siano trovati cadaveri fino al 1966. Altre fonti parlano di un numero di vittime molto superiore (da 150 000 a 300 000) ma destituito di ogni fondamento. Tali informazioni hanno origine da una falsificazione dei nazisti: alla cifra iniziale di circa 30 000 morti nei documenti ufficiali redatti dalle efficienti squadre governative tedesche (specializzate nel fare stime dei danni dopo un bombardamento) fu aggiunto uno zero per fomentare l'odio contro gli alleati nei paesi neutrali.. Secondo le stime di Frederick Taylor, dando per assodata e certificata la distruzione totale di 24 866 edifici e dando per vera la cifra non falsificata dai nazisti di 30 000 decessi, risulterebbe l'assurdità di un solo deceduto per ogni edificio distrutto. Lo storico tedesco Jörg Friedrich parla di 40 000 morti. Tali stime sono in linea con quanto accadde nella maggior parte dei bombardamenti della seconda guerra mondiale.

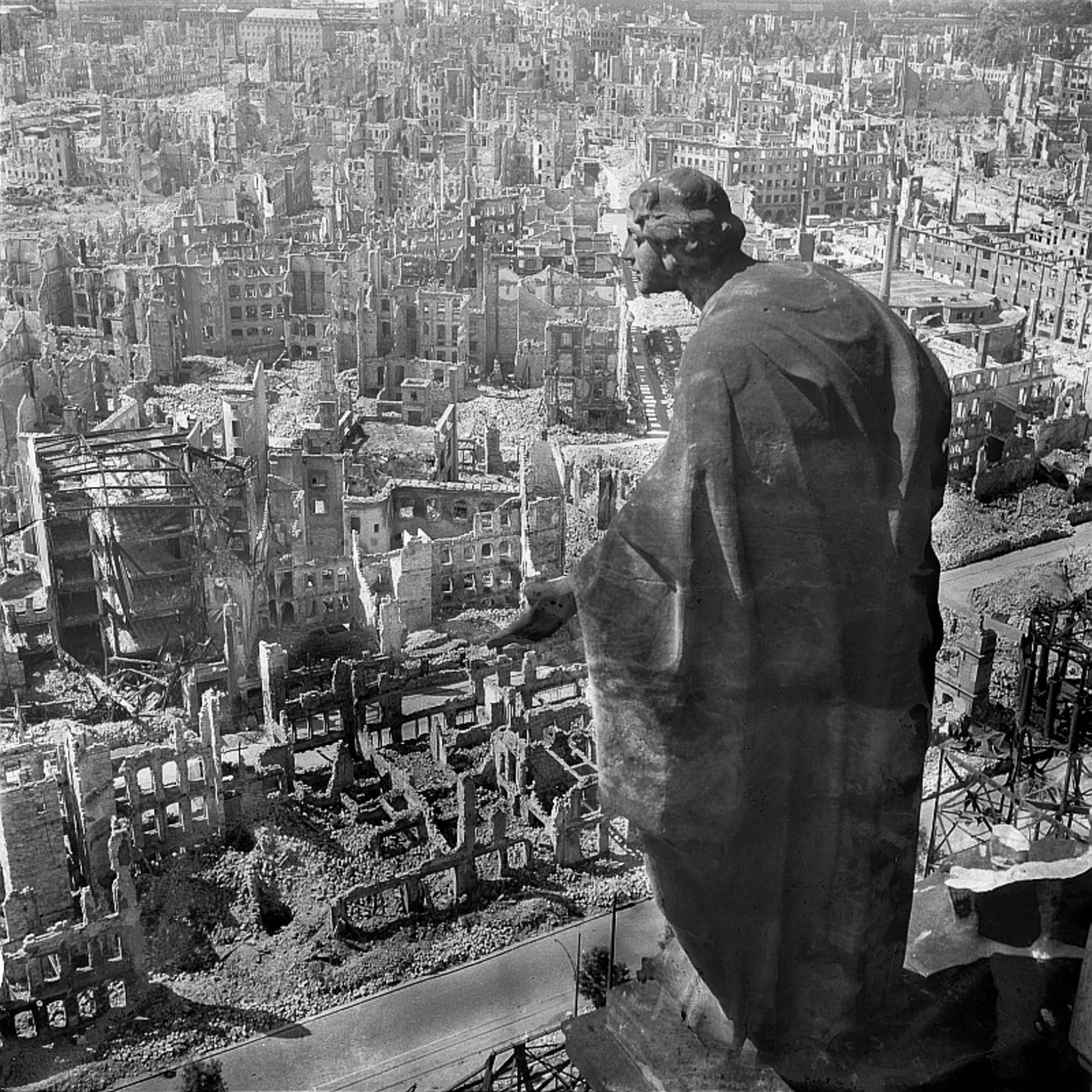
Più del 90% di Dresda fu distrutto dalla furia dei bombardamenti. In questa celebre foto, la città distrutta vista dalla Rathausturm. (Richard Peter, 1945, Deutsche Fotothek)

Nel 1955 Konrad Adenauer, Cancelliere della Repubblica Federale Tedesca, dichiarò: «Il 13 febbraio del 1945 l'attacco alla città di Dresda, sovraffollata di profughi, provocò circa 250 000 vittime». Nel libro Mattatoio n. 5 lo scrittore statunitense Kurt Vonnegut (che durante il bombardamento si trovava a Dresda, come prigioniero di guerra, e che sopravvisse perché detenuto in un mattatoio), riporta la cifra di 135 000 morti. Né le stime di Adenauer né quelle di Vonnegut sono suffragate da documenti, ma indicano bene come il bombardamento di Dresda, a differenza di altri gravi bombardamenti della seconda guerra mondiale, fosse diventato un simbolo. Grazie all'attacco il filologo Victor Klemperer e sua moglie poterono fuggire dalla Judenhaus in cui erano prigionieri.
Sebbene la potenza di fuoco non fosse di molto superiore a quella usata in altri bombardamenti in Europa, una serie di fattori ne aumentarono l'efficacia: le condizioni meteorologiche favorevoli, la presenza di numerosi edifici in legno, e i tunnel sotterranei che collegavano molte cantine (e attraverso cui le fiamme si diffusero). Inoltre Dresda si rivelò assolutamente impreparata all'attacco: a causa del tracollo delle forze armate tedesche e del fatto che agli inizi della guerra la città fosse fuori dal raggio di azione dei bombardieri alleati, disponeva di una difesa contraerea inadeguata, che andò progressivamente diminuendo con il trasferimento in altre zone delle batterie contraeree, tanto che gli equipaggi delle incursioni riferirono di una pressoché totale assenza di contrasto da terra. Sei Lancaster tuttavia non rientrarono alla base, e tre si schiantarono all'atterraggio. Anche un Bf 110, uno dei caccia notturni della Luftwaffe decollati per intercettare l'attacco, non tornò. I rifugi antiaerei erano assolutamente inadeguati ad ospitare sia la popolazione residente, sia i profughi presenti in città.

## Le reazioni

### Germania
La reazione tedesca al bombardamento ebbe diverse fasi. Alcuni leader, in particolare Robert Ley e Joseph Goebbels, sostennero che l'azione fosse criminale, e cercarono di usarla a pretesto per abbandonare la convenzione di Ginevra sul fronte occidentale, ma il tentativo non ebbe successo. La propaganda tedesca comunque fece grande uso di questo episodio, gonfiando il numero di vittime e facendo circolare nei Paesi neutrali fotografie di edifici distrutti, persone massacrate e bambini ustionati. Per puro caso, il giorno prima del bombardamento la propaganda tedesca aveva iniziato a denunciare l'inglese Arthur Harris come sostenitore del «bombardamento terroristico».
Il 16 febbraio il ministero di Goebbels fece circolare un comunicato stampa, in cui si osservava che Dresda non aveva industrie belliche ed era un luogo di cultura e strutture ospedaliere. Il 25 febbraio fu emesso un nuovo documento con fotografie di bambini bruciati e una stima di 200 000 morti. Secondo lo storico Frederick Taylor questa propaganda ebbe un grande successo, e il bombardamento di Dresda divenne per l'opinione pubblica un forte motivo di dubbio circa la presunta «superiorità morale alleata», amplificato inoltre dalla propaganda di Goebbels.

### Regno Unito

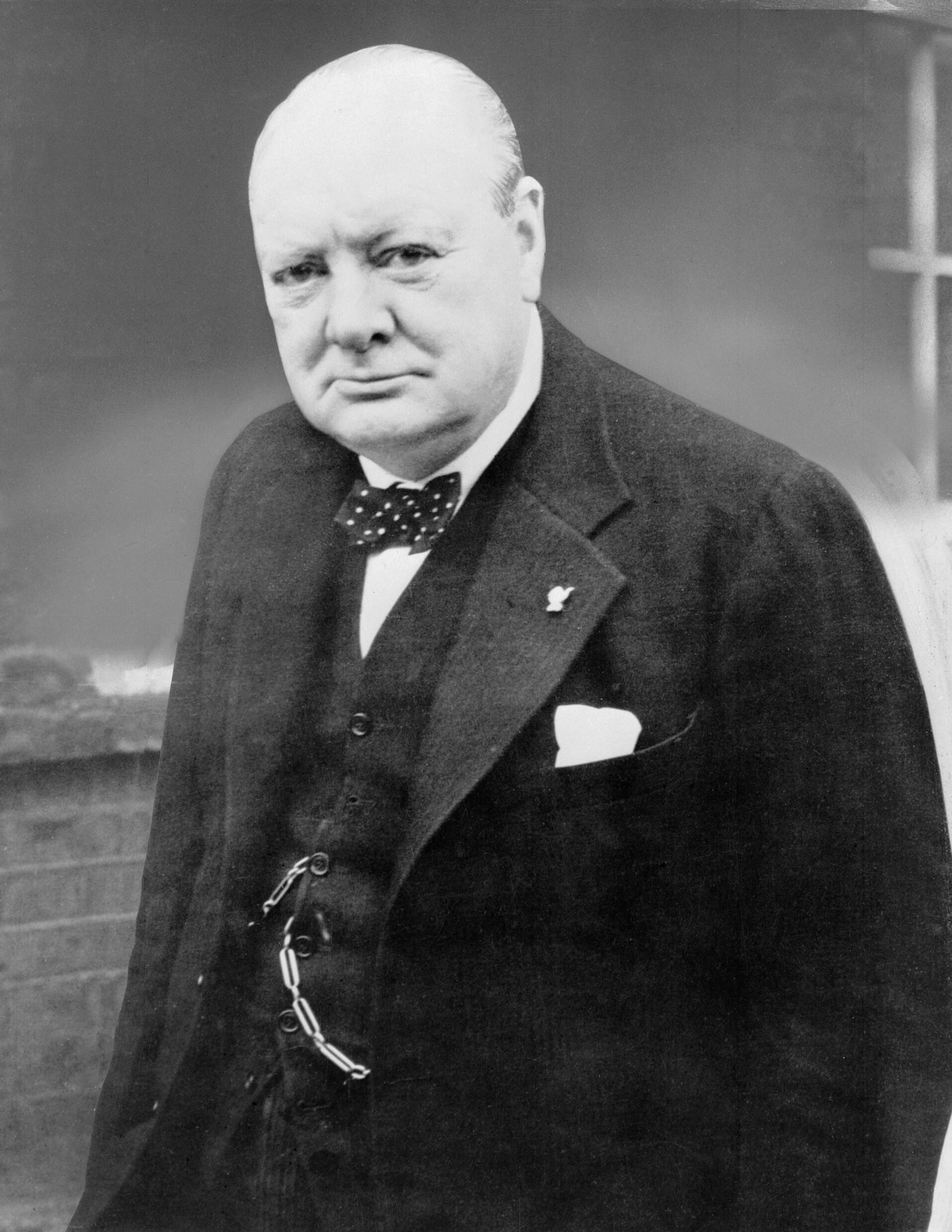
Anche Churchill era parzialmente responsabile del bombardamento, anche se tentò di distanziarsene nel tempo.

In una conferenza stampa due giorni dopo i bombardamenti, il commodoro delle forze aeree britanniche Colin McKay Grierson disse ai giornalisti che l'operazione Thunderclap aveva avuto soprattutto lo scopo di "impedire lo spostamento dei rifornimenti militari", ma accennò anche all'intento di minare il morale tedesco. Howard Cowan, un corrispondente di guerra della Associated Press, scrisse allora che gli alleati avevano fatto ricorso al bombardamento terroristico. Queste dichiarazioni scatenarono un lungo seguito di dibattiti e polemiche.
I circoli intellettuali britannici mostrarono analoghi segni di preoccupazione. Secondo Max Hastings, i bombardamenti alle città tedesche nel 1945 erano ormai scarsamente rilevanti rispetto all'esito della guerra. Inoltre Dresda era una città particolarmente cara agli intellettuali europei. Il suo bombardamento fu la prima occasione in cui l'opinione pubblica alleata ebbe fondati motivi per dubitare della linea politica e militare dei propri leader.
Lo stesso Churchill, che aveva sostenuto con decisione l'attacco, cercò poco dopo di prenderne le distanze. Il 28 marzo, in una nota inviata per telegramma al generale Ismay, e che avrebbe dovuto diventare ufficiale, scrisse:
Essendo venuto a conoscenza dei contenuti della nota di Churchill, Harris scrisse:
Sotto la pressione di Harris e altri, Churchill in seguito cambiò il testo della sua nota:

## Analisi storica
Analizzando gli scritti di alcuni autori dei decenni precedenti alla seconda guerra mondiale noti all'interno degli ambienti militari, come l'italiano Giulio Douhet e lo statunitense Billy Mitchell, si trovano espliciti accenni all'opportunità di utilizzare l'arma aerea come strumento di distruzione sistematica del potenziale economico, umano e morale (e quindi non solo industriale e militare) del nemico. L'esperienza aveva anche dimostrato che, coi mezzi dell'epoca, era molto difficile colpire con precisione strutture industriali e militari, anche operando di giorno in condizioni di perfetta visibilità (e quindi con gravi perdite a carico degli attaccanti). Il bombardamento a tappeto su grandi aree abitate era quindi considerato da tempo un uso razionale dell'arma aerea.
L'esperto di storia militare e capitano inglese Liddell Hart, dopo aver osservato come a partire dalla fine del gennaio 1945 le forze aeree angloamericane avessero operato il «deliberato ripristino della politica di "terrorismo aereo", soprattutto per compiacere i russi [...], finalità che passò così al secondo posto nella scala delle priorità, dopo gli obiettivi petroliferi ma prima delle comunicazioni», riassume così la vicenda:
(Basil Liddell Hart)
Lo storico Frederick Taylor ricorda:
(Frederick Taylor)

## Le vittime
Nei primi decenni dopo la guerra il numero delle vittime fu stimato in 250 000, cifra oggi considerata inattendibile. A questo proposito è utile ricordare che secondo gli storici militari tedeschi di oggi, il totale delle vittime civili morte sotto i bombardamenti è di 370 000 nell'intera guerra e in tutta la Germania.
Un'inchiesta indipendente commissionata dal consiglio municipale di Dresda iniziata nel 2004 e terminata nel 2010 ha stabilito che le vittime furono tra le 22 700 e le 25 000.

## Il dibattito sulla criminalità degli attacchi
Il bombardamento di Dresda è stato oggetto di un forte dibattito storiografico. Sia Günter Grass (romanziere tedesco, premio Nobel per la letteratura, il 12 agosto 2006 ha "confessato" il suo maldestro tentativo di arruolarsi nella Kriegsmarine nel 1944, all'età di 17 anni, per poi finire, involontariamente, nelle file delle famigerate Schutzstaffeln naziste) che Simon Jenkins (un tempo direttore di The Times) hanno esposto la convinzione che il bombardamento debba essere considerato un crimine di guerra. Lo storico Max Hastings critica questa posizione sostenendo che questo porrebbe il bombardamento sullo stesso piano dei crimini nazisti; per lui, il bombardamento fu «un tentativo fatto in buona fede, seppure sbagliato, di portare la Germania alla sconfitta militare».
Gli estremisti di destra tedeschi usano poi il bombardamento di Dresda come simbolo, chiamandolo «olocausto di bombe» e sostenendo che questo episodio dimostra l'equivalenza morale degli Alleati e dell'Asse.
Benché il bombardamento di Dresda sia considerato un atto bellico umanamente esecrabile da buona parte dell'opinione pubblica e della storiografia contemporanea, la sua identificazione come «crimine di guerra» in senso stretto è molto più controversa.

### Argomenti contrari
| Città             | Popolazione (1939) | Tonnellaggio | Tonnellaggio | Tonnellaggio |
| Città             | Popolazione (1939) | Americano    | Britannico   | Totale       |
| ----------------- | ------------------ | ------------ | ------------ | ------------ |
| Berlino           | 4 339 000          | 22 090       | 45 517       | 67 607       |
| Amburgo           | 1 129 000          | 17 104       | 22 583       | 39 687       |
| Monaco di Baviera | 841 000            | 11 471       | 7 858        | 19 329       |
| Colonia           | 772 000            | 10 211       | 34 712       | 44 923       |
| Lipsia            | 707 000            | 5 410        | 6 206        | 11 616       |
| Essen             | 667 000            | 1 518        | 36 420       | 37 938       |
| Dresda            | 642 000            | 4 441        | 2 659        | 7 100        |

Coloro che si oppongono all'identificazione del bombardamento di Dresda come azione criminale osservano che nel 1945 non esisteva a livello internazionale alcun trattato, accordo, o convenzione, che regolasse i bombardamenti per proteggere la popolazione civile. L'esercito americano si difende dalle accuse circa i bombardamenti usando, tra l'altro, i seguenti argomenti:
1. I raid avevano un obiettivo militare legittimo date le circostanze (la ferrovia);
2. Nella città erano presenti sufficienti unità militari e difese antiaeree per impedire di classificarla come «indifesa»;
3. I raid non usarono mezzi o modi straordinari; furono simili a quelli intrapresi contro altri obiettivi simili;
4. I raid furono condotti seguendo il normale iter di comando delle forze armate;
5. Gli obiettivi militari furono raggiunti senza un «eccessivo» costo di vite umane.

Il generale George Marshall sostenne che l'attacco era necessario per impedire i rinforzi nazisti. Dresda, precedentemente attaccata in modo solo parziale, costituiva un nodo importante e ancora funzionante di comunicazione nel cuore della Germania. Inoltre la città ospitava un centinaio di industrie che producevano armamenti o materiali importanti per le forze armate, come la Zeiss Ikon e la Siemens AG. Venivano infatti costruite attrezzature ottiche come binocoli, telemetri, apparecchi di mira, mirini da cecchinaggio, macchine aerofotografiche; altre industrie costruivano maschere antigas, componenti usati nei caccia prodotti dalla Messerschmitt AG, radar, parti di snorkel, radio della Telefunken e altro.
La città di Dresda era famosa per le sue piccole industrie di precisione (per esempio orologi, macchine fotografiche, coloranti, radio) già convertite allo sforzo bellico, di grande importanza anche se in maniera meno evidente di quanto non fosse la Krupp, o la Mauser.
Il bombardamento fu tuttavia concentrato prevalentemente sul centro storico della città. Ma nell'Europa degli anni quaranta le aree industriali erano mescolate al tessuto urbano, non sempre spostate verso la periferia, e si concentravano presso le ferrovie. Dresda poi viveva di piccole industrie semiartigianali per la produzione di articoli di precisione, e non di grosse acciaierie come i centri della regione della Ruhr.
Inoltre era una città guarnigione (ma l'area delle caserme fu risparmiata dal raid), e il governo tedesco aveva stabilito di trasformare le città della Germania orientale in fortezze, sulla falsariga di Stalingrado.
Durante la guerra, altre città, con molte meno industrie belliche di Dresda, e note solamente per i loro inestimabili beni artistici ed architettonici, per esempio Exeter o Canterbury, furono attaccate, senza che ciò venisse considerato, né allora né ora, un crimine di guerra.

### Argomenti a favore

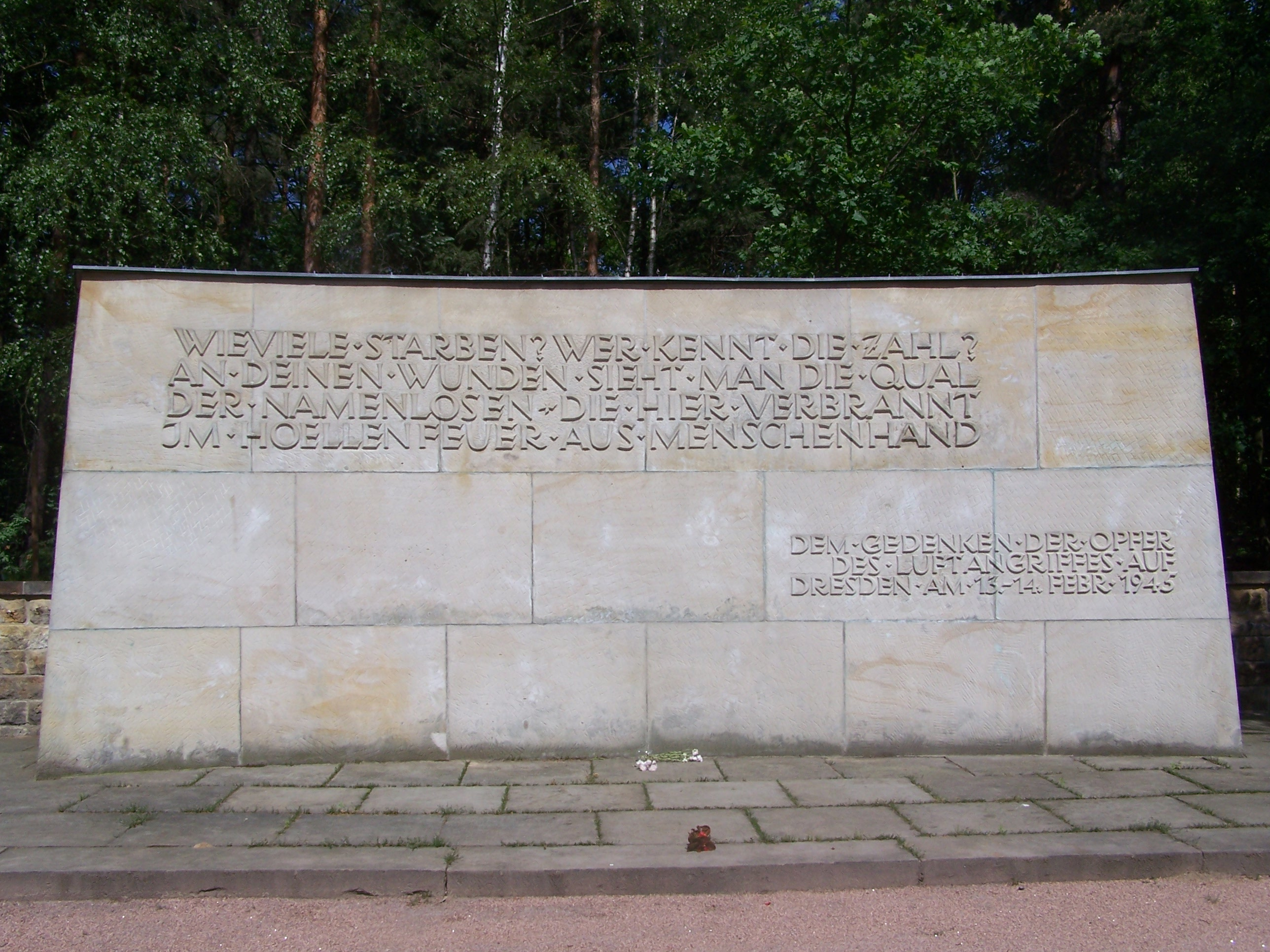
Memoriale ubicato nel cimitero di Heidefriedhof a Dresda.

Numerosi sono i critici che ritengono che il bombardamento sia stato un crimine: per fare un esempio, Gregory Stanton, Donald Bloxham, Günter Grass e Antony Beevor. Questi ultimi sostengono che un attacco di tale violenza ad una città con le caratteristiche di Dresda non poteva avere altro scopo se non l'uccisione premeditata di civili.
Sebbene Dresda non fosse una "città aperta", era sentita tale dalla popolazione, come riporta la testimonianza dello scrittore statunitense Kurt Vonnegut. La città, infatti, fino al febbraio del 1945 era stata bombardata solo occasionalmente perché percepita come priva di industrie belliche primarie o di obiettivi militari strategici. Era inoltre un obiettivo molto più lontano delle aree industriali della Ruhr. Per queste ragioni era uno dei luoghi di concentramento degli sfollati e dei prigionieri di guerra alleati. Inoltre, non essendo considerata dagli stessi tedeschi bersaglio di raid, aveva una difesa antiaerea inadeguata, perché le batterie di difesa antiaerea erano state trasformate in batterie anticarro e inviate sul fronte orientale.
Si aggiunga che nel febbraio del 1945 le forze naziste erano già in ritirata se non addirittura in rotta; di conseguenza, l'obiettivo militare (ostacolare lo spostamento di truppe) era strategicamente dubbio, a fronte dei costi in vite umane dell'operazione. Inoltre, poiché la Germania stava cedendo, gli Alleati sapevano che i loro attacchi aerei avrebbero avuto effetti sempre più devastanti per la diminuita efficacia delle misure difensive. Questo argomento è stato però accusato di teleologismo: nessun generale o politico alleato poteva essere sicuro che i tedeschi non stessero preparando una controffensiva, o che le voci sulle armi segrete fossero un bluff.
Un ulteriore argomento a favore della considerazione di questo bombardamento come crimine di guerra è quello di considerare tutti i bombardamenti d'area (indiscriminati) e i bombardamenti contro obiettivi civili come crimini di guerra. Proprio in questa direzione si mosse il diritto internazionale, ma solo dopo la fine della seconda guerra mondiale, proprio grazie al monito che questo ed altri bombardamenti avevano dato all'umanità. Ciononostante i seguaci di Giulio Douhet e del bombardamento strategico sono ancora numerosi in ogni forza aerea.
Infine, argomenti a favore dell'identificazione del bombardamento con un crimine di guerra si riferiscono alla straordinaria importanza culturale della città. Dresda (nota come Elbflorenz, la Firenze dell'Elba) era una splendida città e uno dei cuori artistici e culturali d'Europa.

## Nella cultura di massa
- Il bombardamento di Dresda è il tema centrale del più famoso romanzo di Kurt Vonnegut, scrittore statunitense che fu catturato dai tedeschi e che si trovava a Dresda come prigioniero all'epoca del bombardamento. In Mattatoio n. 5, Vonnegut ricorda in questo modo il momento in cui, uscendo dal rifugio sotterraneo che gli aveva salvato la vita, scoprì con sgomento che la città, rasa al suolo, sembrava «la superficie della Luna».
- Il bombardamento compare anche come controcanto storico all'attentato contro le Twin Towers dell'11 settembre 2001 nel romanzo Molto forte, incredibilmente vicino di Jonathan Safran Foer. Il narratore è Oskar, un newyorkese di nove anni che ha perso il padre nel crollo delle Torri Gemelle. In seguito alla scoperta di una misteriosa chiave appartenente al padre, Oskar comincia un viaggio nel passato della sua famiglia che lo porta a scoprire i legami tra sua nonna e la città di Dresda ai tempi del bombardamento angloamericano.
- Per sua stessa dichiarazione, al bombardamento di Dresda ed alla conseguente tempesta di fuoco si è ispirato Luca Enoch nel raffigurare la distruzione delle città umane da parte dei diavoli (viaggiatori dimensionali del Multiverso) nel quindicesimo episodio Verrà un'orda straniera del fumetto Gea.
- La band britannica degli Iron Maiden cita il bombardamento di Dresda in qualità di "ultimo bombardamento" ("no more bombs, just one big bomb") nella canzone Tailgunner.
- Il gruppo di musica new wave Scortilla ha dedicato a questo avvenimento una canzone dal titolo Dresda, pubblicata nell'album Fahrenheit 451.
- Nel 2006 è stato girato il film Dresda.